# Detlef Thomsen
Detlef Thomsen (født 8. juli 1880 i Vinnert, død 11. februar 1954 i Vinnert) var en tysk dansksindet politiker fra Slesvig-Holstens Landmands- og Landarbejderdemokrati (de) (SHBLD).

## Liv og karriere
Efter at have gået i folkeskole i Vinnert arbejdede Thomsen, som var protestant, inden for landbrug fra 1896 og fremefter. I 1907 overtog han sin fars gård. Under Første Verdenskrig tjente han i militæret.
Thomsen var næstformand for "Landmandsforeningen Nord".

## Weimar Nationalforsamling
Fra 1912 til 1918 fungerede Thomsen som kommunal repræsentant i Vinnert. I 1919 blev han valgt til Weimar Nationalforsamling (de) som den eneste repræsentant for SHBLD, hvor han fungerede som gæstetaler i DDP's parlamentariske gruppe. Den 8. juli 1919 trak han sig tilbage fra sin plads. Philipp Johannsen (de) efterfulgte ham den 1. august 1919.

## Skuffelse
Han var for en tilknytning til Danmark, men skuffelsen var stor over afstemningen i 2. zone, at han tog til Sydamerika et stykke tid.

## Ikonografi
Et portrætmaleri af Ditlef Thomsen af Harald Slott-Møller er ophængt i Klubværelset på Flensborghus.